# 아이 씽크 위아 얼론 나우
《아이 씽크 위아 얼론 나우》(영어: I Think We're Alone Now)는 2018년 공개된 미국의 종말물 SF 로맨틱 드라마 영화이다. 리드 머래노가 연출과 촬영을, 마이크 머카우스키가 각본을 맡았다. 피터 딩클리지와 엘 패닝이 지구에서 인류가 전멸한 뒤 함께 살게 되는 두 생존자를 연기하였다. 
2018년 1월 21일 제34회 선댄스 영화제에서 전 세계 최초로 상영했으며, 2018년 9월 14일 미국에서 모멘텀 픽처스를 통해 개봉하였다.

## 줄거리
어느 화요일 오후 갑작스럽게 인류가 일거에 사망하는 사태가 벌어진 뒤 델은 홀로 고향 마을에서 평화로운 일상을 영위해나간다. 자신이 지구상에 남은 최후의 인간이라고 믿고 있던 델 앞에 어느 날 변덕스럽고 시끄러운 그레이스가 나타난다.

## 출연
- 피터 딩클리지 - 델 역
- 엘 패닝 - 그레이스 역
- 폴 지어마티 - 패트릭 역
- 샤를로트 갱스부르 - 바이얼릿 역

## 기타 제작진
- 총괄 제작: 데이비드 긴즈버그
- 공동 제작: 게드 디커신
- 미술: 켈리 맥기히